# 咽化
咽化是辅音或元音的次要调音，调音同时喉或会厌收紧。

## IPA符号
国际音标中，咽化可用两种方法表示：
1. 横穿原字符的波浪号或代字号。较老、较通用的符号，曾用于表示软腭化、小舌化或咽化，如[ᵶ]是[z]的咽化。
2. 浊咽擦音⟨ʕ⟩的上标⟨ˤ⟩，写在原字符之后。只表示咽化辅音，如[tˤ]是[t]的咽化。

## 用途
西北高加索语系尤比克语是一种曾分布在俄罗斯和土耳其的已灭绝语言，有14个咽化辅音。齐耳科廷语的咽化辅音还会引起元音的咽化。北美洲高原文化地区萨利希语系、萨哈泼丁语支等语言也有由咽音或咽化辅音引发的咽化过程，能影响到元音。
科伊桑语系宏语的咽化元音与浊元音、气声元音、会厌化元音对立。:183这一特征在正字法中由相应咽化元音下的波浪符表示。宏语中，会厌化元音自成一音位。
许多语言中，咽化一般与舌冠音的齿部调音有关。暗l倾向于是齿音或齿齿龈音，清l则倾向于后移到齿龈。:4
阿拉伯语和叙利亚语中“强”舌冠音的小舌化一般与咽化无别。

### 咽化辅音例
(小舌音无别。)

#### 塞音
- 咽化清齿龈塞音[tˤ]ⓘ（阿拉伯语、柏柏尔语、米兹拉希希伯来语、古典希伯来语）
- 咽化浊齿龈塞音[dˤ]ⓘ（塔马齐格特语、阿拉伯语）
- 咽化voiceless bilabial stop [pˤ](尤比克语)
- 咽化浊双唇塞音[bˤ]（尤比克语、西瓦语、伊拉克阿拉伯语，阿迪格语、卡巴尔达语中为同位异音）
- 咽化清小舌塞音[qˤ]（尤比克语、查胡尔语、亚齐语、阿拉伯语、古典希伯来语）
- 咽化浊小舌塞音[ɢˤ]（查胡尔语)
- 咽化声门塞音[ʔˤ]

#### 擦音
- 咽化清齿龈咝音[sˤ]ⓘ（阿拉伯语、古典希伯来语、现代北部柏柏尔语）
- 咽化浊齿龈咝音[zˤ]ⓘ（阿拉伯语、柏柏尔语）
- 咽化清齿擦音[θˤ]
- 咽化浊齿擦音[ðˤ]ⓘ（阿拉伯语）
- 咽化浊齿龈边擦音[ɮˤ]ⓘ（古典阿拉伯语）
- 咽化清唇齿擦音[fˤ]
- 咽化浊唇齿擦音[vˤ]（尤比克语）
- 咽化清小舌擦音[χˤ]（尤比克语、查胡尔语、亚齐语、阿布哈兹语布兹皮河方言）
- 咽化浊小舌擦音[ʁˤ]（尤比克语、查胡尔语、亚齐语）
- 咽化清声门擦音[hˤ]（查胡尔语)

#### 颤音
- 咽化浊齿龈颤音[rˁ]（西瓦语）

#### 鼻音
- 咽化双唇鼻音[mˤ]（尤比克语和伊拉克阿拉伯语）

#### 近音
- 咽化唇软腭近音[wˤ]（尤比克语）
- 咽化齿龈边音[lˤ]（北部标准荷兰语和阿拉伯语c）
- 咽唇化龈后近音[ɹ̠ˤʷ]ⓘ（美国英语）

### 咽化元音
- 咽化不成音节半闭后不圆唇元音[ɤ̯ˤ]（部分北部荷兰语方言l元音化的结果）
- 咽化半闭后圆唇元音[ɔˤ]（北部标准荷兰语）
- 艾尔塔马捷克语中咽化元音

## 阅读更多
- Ian Maddieson, Typology and occurrence of pharyngeals and pharyngealization around the world.